# Anyegin-strófa
Az Anyegin-strófa egy strófaforma, melyet Alekszandr Szergejevics Puskin orosz költő használt az Anyegin című művében. Ez egy jambikus strófa, 14 soros, rímképlete AbAbCCddEffEgg, ahol a nagybetűk nőrímek, a kisbetűk hímrímek. Az utolsó sorpár gyakran csattanóval zárul. A sorok szótagszámának képlete 9 8 9 8 9 9 8 8 9 8 8 9 8 8, mely hasonul a rímképlethez, ritmusa: υ – | υ – | υ – | υ – | (υ).
Puskin után mások is használták az Anyegin-strófát, többek között Lermontov Тамбовская казначейша (A tambovi pénztárosnő) című művében. 1986-ban Vikram Seth The Golden Gate című művét teljes egészében Anyegin-strófában írta, bár sosem olvasta az Anyegint oroszul. Magyar irodalmi alkotások közül az Anyegin-strófa használatával íródtak például Varró Dániel Túl a maszat hegyen és Térey János Paulus című művei. (Ezek az első magyar művek, amik ebben a formában születtek Varró Dániel egy nyilatkozata szerint.)